# NGC 1277
NGC 1277 (другие обозначения — MCG 7-7-64, ZWG 540.104, PGC 12434) — компактная линзовидная галактика в созвездии Персей. Галактику открыл британский астроном Лоренс Парсонс. Звёздное население галактики очень старое, звездообразование в ней завершилось более 8 млрд лет назад. Находится на расстоянии 220 млн световых лет от Земли (73 Мпк). Масса её составляет около 10 % от массы Млечного Пути, а радиус (по половинной изофоте) равен 1,6 кпк. Входит в состав Скопления Персея.
Этот объект входит в число перечисленных в оригинальной редакции «Нового общего каталога».
Галактика NGC 1277 входит в состав группы галактик NGC 1275. Помимо NGC 1277 в группу также входят ещё 53 галактики.

## Сверхмассивная чёрная дыра
В галактике обнаружена сверхмассивная чёрная дыра, вторая по массе из известных на 2012 год (17±3 млрд M⊙). Масса чёрной дыры составляет 59 % массы балджа галактики, и 14 % от массы всей галактики (что больше ранее известного рекордного значения 11 %, наблюдавшегося у малой галактики NGC 4486B). Она в несколько тысяч раз превосходит по размерам и массе чёрную дыру в центре нашей Галактики. Для сравнения, чёрная дыра из центра нашей Галактики (имеющая массу 4,31 млн масс Солнца) могла бы легко уместиться внутри орбиты Меркурия, тогда как открытая в NGC 1277 чёрная дыра по диаметру в 11 раз больше орбиты Нептуна.